# Volna
Il vettore Volna ( in russo Волна? "Onda"), è un missile balistico convertito lanciato da un sottomarino. Veniva utilizzato per il lancio in orbita dei satelliti . Si basa sull'R-29R progettato dallo State Rocket Center Makayev ed’è correlato al veicolo di lancio Shtil '. Volna è composto 3 stadi a propellente liquido. La sezione dedicata alla testata viene utilizzata per i carichi utili che possono essere messi in orbita con l'aiuto di uno stadio aggiuntivo oppure può essere lanciato in una traiettoria sub-orbitale per essere poi recuperati sul sito di atterraggio. Volna può essere lanciato da un sottomarino di classe III Delta o da strutture sulla terraferma.

## Prestazioni
Grazie alla sua piattaforma di lancio mobile, Volna può raggiungere un gran numero di inclinazioni orbitali e potrebbe aumentare le sue prestazioni verso un'orbita terrestre bassa se lanciato da siti equatoriali. Tutti i lanci fino ad oggi hanno avuto luogo dal Mare di Barents . Da questo sito il Volna può inserire 100 kg in un'orbita alta 400 km con un'inclinazione di 79 gradi. La sezione precedentemente dedicata alla testata può contenere un carico utile fino a 1,3 m 3 . Per le missioni suborbitali, il carico utile può essere un veicolo recuperabile con un peso massimo di 720 kg o attrezzatura di ricerca collocata in un veicolo di discesa con un peso che può arrivare fino a 400 kg.

## Cronologia dei lanci
- Il primo lancio di Volna ebbe luogo il 6 giugno 1995 e fu lanciato in una traiettoria suborbitale. Il carico utile di questo volo era un modello termo-convenzionale sviluppato dall'Università di Brema (Germania).
- Il 20 luglio 2001 ha avuto luogo il secondo volo con un veicolo di prova semplificato della vela solare Cosmos 1 della Planetary Society e uno scudo termico di rientro gonfiabile. Il Volna fu lanciato dal sottomarino Delta III nel Mare di Barents. Sebbene il veicolo di lancio abbia raggiunto la traiettoria suborbitale prevista, il veicolo spaziale non è riuscito a separarsi a causa di un errore del software di volo. La mancata separazione del Cosmos-1 ha comportato anche la perdita del carico utile secondario.[1][2]
- Il 12 luglio 2002 il Volna fu utilizzato per un volo suborbitale per testare un nuovo veicolo di rientro IRDT-2. Il lancio è avvenuto dal sottomarino di classe III Delta K-44 Rjazan'. A causa di un errore nell'interfaccia di lanciatore/ payload, il veicolo è stato perso e il carico non è atterrato nell'area prevista sulla penisola della Kamčatka. Non è chiaro se il veicolo spaziale si sia separato dal terzo stadio del Volna, se non si sia gonfiato correttamente o se sia rimasto attaccato al modulo del carico utile. Resti del veicolo non sono stati trovati.
- Il quarto volo ha avuto luogo il 21 giugno 2005 con a bordo la solare vela Cosmos 1. Il lancio è avvenuto dal sottomarino Delta III nel Mare di Barents. Il veicolo spaziale non è riuscito a raggiungere l'orbita dopo l'arresto prematuri del primo stadio a 82,86 secondi invece dei 100 secondi previsti. L'errore è stato attribuito al "degrado critico della capacità operativa della turbopompa del motore". Il secondo e il terzo stadio non si sono separati e il payload non ha raggiunto l'orbita.
- Il 6 ottobre 2005 il Volna trasportava l'IRDT-2R su una traiettoria sub-orbitale, fu lanciato dal sottomarino di classe III Delta Borisoglebsk nel Mare di Barents. Il veicolo di lancio si è esibito nominalmente e ha posizionato il carico utile su una traiettoria verso la penisola della Kamčatka. I dati della traiettoria mostrano che il veicolo ha probabilmente superato il sito di atterraggio e non è stato possibile recuperarlo.